# Рагнар (имя)
Рагнар (с др.-сканд. — «совет войска») — имя древнегерманского происхождения, распространено в скандинавских странах.

## Происхождение
Происходит от древнегерманских корней «ragina» («совет») или «regin» («власть») и «harjaz» или «hariz» (войско). Древнегерманская форма имени — Рагинхери (Raginheri), Регинхери (Reginheri). В континентальных языках Европы сложились формы имени — немецкое Райнер (Rainer), французское Ренье (Rainier), итальянское Раньери (Ranieri), латышское Ренарс (Renārs). Среди первых носителей имени, упоминаемых в древних источниках — Рэгенхер, сын короля Восточной Англии Редвальда (VII век); Рагнахар, франский вождь из династии Меровингов (V век); имя также зафиксировано в форме Рагинари на вандальской граффити в Карфагене (V—VI века).
Скандинавское имя Рагнар (Ragnarr) известно источникам с IX века. Самым известным носителем имени стал вождь викингов Рагнар Кожаные Штаны. В латиноязычных источниках записывалось в формах Raganarius, Reginarius, Ragenarius, Raginerus, Ragnerus, Reginherus.

## Современное распространение
После принятия христианства имя надолго вышло из массового употребления. Интерес к этому имени, как и ко многим другим древним именам, вернулся в 1880-е годы, в эпоху национального романтизма в Скандинавии. В Исландии, Швеции, Норвегии и Фарерских островах распространилась форма Рагнар, в Дании — Регнар, в Швеции также попутярна сокращённая форма Рагге. Финские формы имени — Рауно, Райно, Райне, также финнами используется и форма Рагнар.
В Норвегии пик популярности имени пришёлся на 1920-е и 1930-е годы, когда его получали 0,7 % новорожденных мальчиков. В дальнейшем популярность снизилась, и в 1970-е годы его присваивали только 0,1 % новорожденных. По статистике на 2015 год это имя носят 4652 норвежцев. В Исландии имя остаётся популярным, в 2014 году его получили 0,76 % новорожденных мальчиков, что дало 21-е место по популярности. По состоянию на 2005 год 1286 исландских мужчин (0.2 %) носили это имя. В Финляндии в 2019 году 3589 мужчин носили имя Рагнар. В Эстонии в 2019 году это имя носили 1229 мужчин, что делало его 142-м по распространенности мужским именем в стране. В Швеции на 2014 год 16623 человек носили имя Рагнар как первое имя и ещё 2231 человек — как «имя обращения» (не первое имя, используемое в качестве основного); 307 шведов носили фамилию Рагнар.

## Именины
С 1995 года по финско-шведскому календарю именины Рагнара приходятся на 1 октября. В 1929—1994 годах именины отмечались 9 мая.